# ديريك تمبل
ديريك تمبل (بالإنجليزية: Derek Temple)‏ هو لاعب كرة قدم بريطاني في مركز الهجوم، ولد في 13 نوفمبر 1938 في ليفربول في المملكة المتحدة. شارك مع منتخب إنجلترا لكرة القدم. أما مع النوادي، فقد لعب مع بريستون نورث إيند ونادي إيفرتون وويغان أتلتيك.

## وصلات خارجية
- ديريك تمبل على موقع قاعدة بيانات كرة القدم.إي يو (الإنجليزية)
- ديريك تمبل على موقع ناشيونال فوتبول تيمز (الإنجليزية)